# Eugenio Espinosa de los Monteros y Bermejillo
Eugenio Espinosa de los Monteros y Bermejillo   (Madrid, 28 d'octubre de 1880 - Madrid, 6 de febrer de 1953) va ser un militar i diplomàtic espanyol. Oficial d'Estat Major, va arribar a dirigir la Escola Superior de Guerra de Madrid en diverses ocasions. Després de l'esclat de la Guerra civil va fugir a la zona revoltada, on va ocupar diversos càrrecs polítics i militars. Les seves forces van ser les primeres a entrar a Madrid, al final de la contesa. Durant la Segona Guerra Mundial va ser ambaixador al Tercer Reich, càrrec que va ocupar entre 1940 i 1941.

## Biografia

### Carrera militar
Va néixer el 28 d'octubre de 1880, en el si d'una família de tradició militar. Era fill del militar i ambaixador Carlos Espinosa de los Monteros Sagaseta de Ilurdoz i de l'aristòcrata María dels Dolores Bermejillo i García-Menocal. En la seva joventut va viure i va estudiar a Viena, on el seu pare va estar destinat com a agregat militar. Allí va aprendre alemany. En 1894 va ingressar en l'Acadèmia d'Infanteria, de la qual sortiria llicenciat amb 15 anys; va partir juntament amb el seu germà gran Carlos cap a Cuba, on van participar en diversos combats, en els quals van obtenir reconeixements al seu valor. Va fer estudis d'Estat Major, passant a formar part del Cos d'Estat Major. Va ser Gentilhome de cambra amb exercici del Rei Alfons XIII.
Amb posterioritat a la proclamació de la Segona República, va ascendir al rang de General de brigada el 5 de març de 1934. Va ser cap de l'Estat Major de la III Inspecció de l'Exèrcit. El 13 de juny de 1935 va ser nomenat Cap de l'Escola Superior de Guerra, càrrec que seguia ocupant fins al començament de la Guerra civil.
El juliol del 1936 es trobava a Madrid i es refugia a l'Ambaixada de França, des d'on aconsegueix ser evacuat i passa a zona revoltada, on va arribar a ocupar diversos càrrecs. El 8 de febrer de 1938 és nomenat Subsecretari d'Afers exteriors al primer Govern de Franco, estant a les ordres del general Francisco Gómez-Jordana. A causa del seu càrrec com a subsecretari va ocupar un lloc en la Junta de Relacions Culturals del Ministeri. Va liderar juntament amb Joaquín Rodríguez de Gortazar la comitiva espanyola que va acudir a l'Alemanya nazi al Congrés de Nuremberg de 1938. Va cessar com a Subsecretari d'exteriors al març de 1939.
Al febrer de 1939 va ser nomenat comandant del I Cos d'Exèrcit franquista, les forces del qual assetjaven la capital d'Espanya. Coincidint amb el final de la contesa, al març d'aquest any les seves tropes van ser les primeres que van ocupar Madrid. Posteriorment va exercir els càrrecs de governador militar de Madrid i director de l'Escola Superior de Guerra. L'11 d'octubre de 1939 va ser nomenat cap de la VIII Regió Militar, amb seu a La Corunya.

### Ambaixador a Alemanya

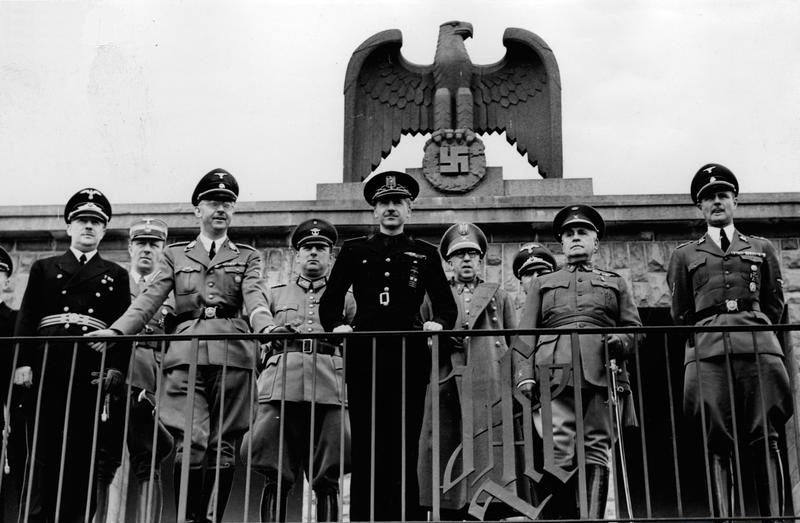
Comitiva espanyola a Berlín, 1940. Al costat de Serrano Suñer i Himmler apareix Espinosa de los Monteros (segon per la dreta).

El juliol del 1940 va ser nomenat ambaixador d'Espanya en l'Alemanya nazi, a causa de les seves simpaties pro-nazis i al fet que parlava alemany. Espinosa de los Monteros substituïa en el càrrec a l'almirall Antonio Magaz y Pers, que havia arribat a mantenir alguna aversió cap al nazisme. No obstant això, des de molt ràpid va començar a haver-hi conflictes. Quan al setembre Ramón Serrano Súñer va ser en viatge oficial a Berlín, ni tan sols es va reunir amb Espinosa de los Monteros i el va mantenir allunyat mentre van tenir lloc les trobades amb els funcionaris nazis. Uns mesos després, al novembre, tornaria a repetir-se aquesta situació. Els propis diplomàtics alemanys tampoc van mostrar molt interès a reunir-se amb Espinosa de los Monteros.
Al desembre de 1940 Espinosa dels Monteros va intentar dimitir com a ambaixador, sense èxit. Pel seu càrrec com a ambaixador a Alemanya, va formar part del sèquit que va acompanyar Franco a Hendaia en ocasió de la seva entrevista amb Hitler a l'octubre de 1940, encara que no va estar present en les converses entre tots dos mandataris. Segons les memòries de Heinz Linge, cap de protocol i ajudant personal d'Adolf Hitler, va ser Espinosa de los Monteros qui, malgrat l'inicial interès de Francisco Franco per entrar en la II Guerra Mundial, va desaconsellar la proposta, guanyant-se amb això l'enemistat del règim nazi. No obstant això, a causa de les fortes desavinences amb Serrano Suñer, a mitjan 1941 acabaria sent substituït com a ambaixador per José Finat.

### Carrera posterior
Va ser nomenat Capità general de Balears el 13 d'agost de 1941 i posteriorment, el gener de 1942, Capità general de la VI Regió Militar, amb seu a Burgos. Es va rumorejar aleshores que estava implicat en una conspiració colpista contra Franco. A la fi de març el general Espinosa de los Monteros, durant la seva presa de possessió de la capitania general de Burgos va llançar una dura crítica contra Serrano Suñer —encara que sense nomenar-lo— en rememorar la seva etapa d'ambaixador d'Espanya a Berlín:
| « | Es va iniciar per a mi un període ple d'amargor, provocada per la deslleialtat i l'ambició sense límits de qui, sent el meu superior jeràrquic, procurava a tot moment asfixiar-me en l'ambient maquiavèl·lic que constitueix la norma de les seves activitats. | » |

El general Franco va reaccionar destituint fulminantment Espinosa de los Monteros, encara que per compensar —«seguint la norma que adoptava sempre que es feien incontenibles les lluites en el si del bloc hegemònic, a saber, castigant als dos bàndols en lluita»— també va destituir al secretari de Serrano Suñer i llavors cap del Servei Exterior de Falange, Ximénez de Sandoval. Espinosa de los Monteros no va tornar a ocupar cap càrrec durant els següents anys.
Espinosa de los Monteros posteriorment seria membre del Consell Suprem de Justícia Militar (CSJM), des de l'11 d'octubre de 1945 fins al 29 d'octubre de 1946, data en què va passar a la reserva per haver complert l'edat reglamentària. Va morir a Madrid el 16 de febrer de 1954.

## Vida privada
Es va casar amb María del Carmen Dato y Barrenechea, III duquessa de Dato, una de les filles del diversos cops president del govern Eduardo Dato.
Arribà a ser secretari i conseller de la Companyia dels Ferrocarrils de Madrid a Saragossa i a Alacant (MZA).